# Isola Šar
L'isola Šar (in russo остров Шар, ostrov Šar) è un'isola russa che fa parte dell'arcipelago Severnaja Zemlja ed è bagnata dal mare di Kara.
Amministrativamente fa parte del Tajmyrskij rajon del Territorio di Krasnojarsk, nel Distretto Federale Siberiano.

## Geografia
L'isola è ubicata nella parte nord-occidentale dell'arcipelago, vicino alla costa ovest dell'isola Komsomolets. Si trova una distanza di 1,3 km a sud-ovest di capo Kujbyševa (мыс Куйбышева), nella parte settentrionale del golfo Žuravlëva (залив Журавлёва).
Šar ha una forma circolare (da qui il suo nome che in italiano significa "palla"), con un diametro di 1,5 km, e una piccola e stretta baia a est; la sua altezza massima è di soli 8 m.